# Макарей (син Геліоса)
Макарей (дав.-гр. Μακαρέας, ім'я означає «блаженний») — персонаж давньогрецької міфології, один з синів Геліадів бога Геліоса та Роди, брат Електріони та Кірки.
Геліади перевершували інших людей у різних науках, особливо в астрології, зробили багато відкриттів в області мореплавання, а також розділили добовий час на години. Тенаг був самим обдарованим з них, за що був убитий через заздрість чотирма своїми братами (Макареєм, Тріопом, Актієм, Кандалом) через заздрощі. Після того, як злочин розкрито, винні втекли з Родосу, зокрема Макарей на Лесбос, де став царем. Вивів колонії на Хіос, Самос, Кос і Родос. За його ім'ям Лесбос та інші прилеглі захоплені ним острівні території, що увійшли до його царства, назвали Островами блаженних. Мав дочок (Метимна, Мітилена, Агамеде, Антісса, Арісбе), які стали епонімами багатьох міст на острові, тоді як сини (Цідролай, Неандр, Левкіпп, Ересус і ще один, чиє ім'я невідоме) керували колоніями.
Згідно з іншими версіями син Крінака. Жив в Ахайї. На чолі з іонійцями оселився на Лесбосі і став царем, опанувавши і сусідніми островами. 